# Lichtbron D65
De lichtbron D65 is een gestandaardiseerde lichtbron die natuurlijk daglicht probeert te simuleren. Het is gedefinieerd door de CIE en wordt veel ingezet voor de beoordeling van gekleurde objecten.
D65 komt sterk overeen met daglicht zoals dat voorkomt in Noord- en West-Europa. De naam D65 duidt op de kleurtemperatuur, die 6504 kelvin bedraagt.

## Spectrum
Het spectrum van de D65-lichtbron ziet er als volgt uit: